# Entombed (musikalbum)
Entombed är det svenska death metal-bandet Entombeds första samlingsalbum, som gavs ut 25 april 1997. Det finns ett gömt spår 0:57 efter sista låten "Vandal X".

## Låtförteckning
1. "Out Of Hand" - 03:06
2. "God Of Thunder" -	04:40 (Kiss–cover)
3. "Black Breath" - 02:29 (Repulsion–cover)
4. "Stranger Aeons" - 03:27
5. "Dusk" - 02:42
6. "Shreds Of Flesh" - 02:04
7. "Crawl" - 05:30
8. "Forsaken" - 03:50
9. "Bitter Loss" - 03:55 (återinspelad version)
10. "Night Of The Vampire" - 04:59 (Roky Eriksson–cover)
11. "State Of Emergency" - 02:35 (Stiff Little Fingers–cover)
12. "Vandal X" - 01:49	(Unsane–cover)

- Låt 1-3 är ifrån "Out of Hand" (singel)
- Låt 4-6 är ifrån "Stranger Aeons" (EP)
- Låt 7-9 är ifrån "Crawl" (EP)
- Låt 10 är ifrån "Night of the Vampire" (split)
- Låt 11 är ifrån "Full of Hell" (EP)
- Låt 12 & 13 är tidigare inte släppta

## Banduppsättning
- Alex Hellid - gitarr
- L-G Petrov - sång (på låtarna 1, 2, 3, 10, 11, 12)
- Nicke Andersson - trummor, gitarr, sång (på låtarna 4, 5, 6)
- Ulf Cederlund - gitarr, bakgrundssång
- Lars Rosenberg - bas
- Orvar Säfström - sång (på låtarna 7, 8, 9)